# Eurema herla
Eurema herla é uma borboleta da família Pieridae. Ela é encontrada no norte e leste da Austrália.
A envergadura é de cerca de 3030 mm (1,2 in). Os adultos são de cor amarela, com uma área preta suavemente arredondada na parte de cima das asas dianteiras. A parte de baixo das asas traseiras é laranja com alguns pontos escuros.
As larvas se alimentam-se de Cassia mimosoides.